# ده توشمال
دِه توشمال روستایی است از توابع شهرستان بروجرد در استان لرستان. این روستا در دهستان دره‌صیدی در بخش مرکزی این شهرستان قرار دارد.

## جمعیت
بنابر سرشماری مرکز آمار ایران، جمعیت ده توشمال در سال ۱۳۸۵ برابر با ۹۳ نفر بوده‌است که از این میان ۴۶ نفر مرد و بقیه زن بوده‌اند. این روستا ۲۲ خانوار دارد.